# Verdrag van Faro
Het Verdrag  van Faro (titel: De Waarde van Cultureel Erfgoed voor de Samenleving) is een Europees kaderverdrag zonder juridische verplichtingen waarbij niet het cultureel erfgoed zelf, maar de mens en de samenleving in hun relatie met erfgoed centraal staan. Het verdrag is in 2005 opgesteld door de Raad van Europa en sinds 1 juni 2011 van kracht. In april 2023 is het Verdrag van Faro door 24 EU-lidstaten geratificeerd.
Het Verdrag van Faro is een kaderverdrag als aanvulling op andere internationale verdragen ter bescherming van erfgoed en roept op tot beleidsvorming. Het verdrag sluit aan bij de Universele Verklaring van de Rechten van de Mens, de Duurzameontwikkelingsdoelstellingen, internationale verdragen inzake het landschap en immaterieel erfgoed, de nieuwe museumdefinitie  en de missie van UNESCO Werelderfgoed, waarbij deze organisatie ervan uitgaat dat erfgoed bijdraagt aan het welzijn van mensen en aan wederzijds begrip tussen mensen en volkeren.

## Uitvoering Nederland
Het Verdrag van Faro is in Nederland ondertekend op 10 januari 2024, maar nog niet geratificeerd door het parlement. De Rijksdienst voor het Cultureel Erfgoed werkt samen met het erfgoedveld aan een uitvoeringsagenda. Ter voorbereiding hierop zijn inmiddels verschillende projecten uitgevoerd. Het eerste deel van de uitvoeringsagenda is op  21 december 2022 aangeboden aan de directeur-generaal Cultuur en Media van het Ministerie van Onderwijs, Cultuur en Wetenschap. In deel II van de uitvoeringsagenda vindt de nadere uitwerking plaats in concrete acties en activiteiten. Het Verdrag van Faro geldt ook in Caribisch Nederland.
Erfgoedparticipatie
Een nieuw begrip uit het Verdrag van Faro is erfgoedgemeenschap. Dit is een groep mensen die zich vanuit interesse en intrinsieke motivatie voor erfgoed formeert in een sociaal verband en zich op vrijwillige basis in haar vrije tijd bezighoudt met cultureel erfgoed.

## Thema's uitvoeringsagenda
- Archeologie
- Oral history
- Erfgoedbewustzijn en erfgoededucatie
- Opleidingen
- Ondersteuning erfgoedparticipatie
- Democratische vernieuwing
- Waardering van erfgoed
- Digitaal erfgoed
- Archieven
- Werkwijzen en wegwijzen
- Meerstemmigheid
- Dynamische leefomgeving
- Caribisch Nederland
- Erfgoed als hulpbron

## Uitvoering Vlaanderen
FARO. Vlaams steunpunt voor cultureel erfgoed ondersteunt de uitvoeringsactiviteiten in Vlaanderen. Het steunpunt heeft een meerjarenplan 2023-2027 gepubliceerd en voert zijn missie uit vanuit vier kernwaarden:
- Engagement. De cultureel-erfgoedsector in Vlaanderen is een dynamisch netwerk waarin samenwerking en dialoog centraal staan.
- Innovatie. Erfgoedwerkers beschikken over praktijkgerichte competenties en zijn goed op de hoogte van de actuele ontwikkelingen in hun vakgebied
- Dialoog. De cultureel-erfgoedsector ontwikkelt en innoveert de eigen inzichten en praktijken, en houdt zo de werking actueel
- Samenwerking. Het publiek, andere sectoren en stakeholders kennen en waarderen de cultureel-erfgoedsector